# Ballata n. 4 (Chopin)
La Ballata n. 4 in Fa minore op. 52 fu composta da Fryderyk Chopin nel 1842; è l'ultima delle quattro Ballate scritte dal musicista; fu pubblicata l'anno successivo ed è dedicata alla baronessa de Rothschild. Fra le quattro ballate è considerata la più difficile sia dal punto di vista tecnico sia da quello interpretativo. La composizione si distingue dalle precedenti per una maggiore complessità strutturale e nuovi spunti musicali maturati nel corso dell'attività creativa.

## Storia
Chopin compose la sua quarta ballata nel 1842; il lavoro fu certamente terminato prima della fine dell'anno, poiché il compositore, che non offriva mai a un editore un'opera se non era terminata, la propose, insieme alla Polacca in La bemolle maggiore, a Breitkopf & Härtel per la pubblicazione a metà dicembre. Una prima idea della composizione risale però all'autunno dell'anno precedente e precisamente la prima parte riguardante 79 battute che erano scritte nel tempo di 6/4; Chopin però capì presto che la ballata con quella indicazione rischiava di essere suonata con troppa lentezza e modificò la partitura scrivendo il tempo di 6/8. La ballata fu dedicata alla baronessa Charlotte de Rothschild, sua allieva e moglie del noto banchiere Nathaniel de Rothschild, che Chopin aveva conosciuto durante i suoi primi mesi a Parigi. La pubblicazione presso la casa Breitkopf & Härtel avvenne solo l'anno successivo, quando il musicista diede l'assenso definitivo, dopo aver ancora rifinito la composizione, tramite l'amico Wojciech Grzymała che faceva da tramite con l'editore di Lipsia.
La piena comprensione di quest'opera è avvenuta in tempi piuttosto recenti. Le innovazioni e la complessità del lavoro non furono comprese dai contemporanei; in seguito molti critici la sottovalutarono, chi la considerò una composizione triste e uniforme, chi, come Niecks, la ritenne molto inferiore alle altre tre ballate. Huneker la giudicò invece un'opera che riuniva un lirismo appassionato e uno stato d'animo volto alla contemplazione.. La piena conoscenza e la diffusione della ballata furono però merito di Alfred Cortot che la propose spesso nei suoi concerti, dopo averla portata come prova d'esame al diploma di conservatorio.

## Analisi
Opera complessa e originale, la Ballata in Fa minore è da un lato quella, fra le quattro, che più si apparenta a uno schema classico della forma-sonata, con la regolare riesposizione dei due temi; dall'altro è una composizione visionaria, di alta sperimentazione con una complessa scrittura contrappuntistica affiancata all'improvvisazione e a innovazioni ritmiche, come un'inaspettata poliritmia. L'opera, della piena maturità compositiva del musicista, si presenta come una somma di tutti i generi e le forme da lui affrontati, dalla Sonata, al Rondò, al Notturno, alla Barcarola, agli Studi. L'aspetto principale è però quello di una fantastica improvvisazione, caratterizzata dal ripetersi continuo del primo tema esposto che ritorna sei volte, apparentemente sempre uguale, ma in realtà mutevole con impercettibili cambiamenti.
Anche questa ballata inizia con un'Introduzione; la tonalità di Do maggiore non è quella che identifica il brano, è solo un espediente di apparente indecisione tonale che serve al musicista per avvicinarsi al tema principale, in Fa minore, dopo un momento di sospensione su un accordo con punto coronato. La melodia che segue, come un accenno di Notturno, è narrativa e dolcemente triste, non si esaurisce dopo le sei ripetizioni, ma viene solo mutata per tornare con una serie di variazioni dove una parte preponderante è espressa nel contrappunto libero.  Il secondo tema ha anch'esso una breve Introduzione ed è in contrapposizione con il primo; la melodia diventa più lirica, simile a una Barcarola. Su questo tema si basa il vero centro della Ballata presentando trasmutazioni che portano a una narrazione fantastica e sognante. Nello sviluppo però l'atmosfera muta ancora in tono drammatico per poi tornare di nuovo lirico. La riesposizione del primo tema prende poi aspetto di Canone per venire subito dopo variato fino a giungere a un altro culmine drammatico.

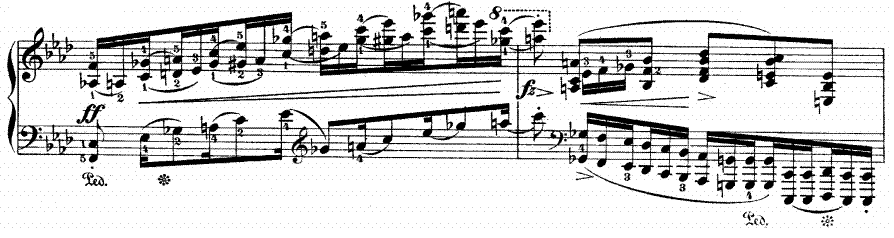
Coda della Ballata in Fa minore

La Ballata si avvia alla conclusione con due innovative serie di accordi che pongono fine alla Ripresa; la seconda sequenza, suonata in pianissimo, di cinque celebri accordi "magici" conducono alla Coda, vero momento epico di tutta la composizione. Quest'ultima parte, atematica, è come "un'esplosione incandescente di frammenti impazziti" che scuote l'ascoltatore presentando sonorità impetuose, violente, eroiche che concludono, al sommo del crescendo, una delle opere più innovative e magistrali del compositore polacco.
La difficoltà di esecuzione di questo brano è notevole; gli ostici scogli tecnici ne fanno una delle opere di Chopin più ardue da eseguire; al pianista viene richiesta, oltre a una grande tecnica, anche una grande maturità per riuscire a esprimere tutte le impercettibili sfumature e i diversi accenti sempre mutevoli della parte iniziale.